# Le Tilleul-Lambert
Le Tilleul-Lambert település Franciaországban, Eure megyében. Lakosainak száma 265 fő (2022. január 1.). Le Tilleul-Lambert Sainte-Colombe-la-Commanderie, Graveron-Sémerville, Ormes, Émanville és Combon községekkel határos.

## Népesség
A település népességének változása:
| Lakosok száma | 119  | 152  | 149  | 177  | 241  | 245  | 251  | 260  | 262  | 265  |
|               | 1968 | 1982 | 1990 | 2006 | 2013 | 2015 | 2017 | 2019 | 2020 | 2022 |